# HD 109749 b
HD 109749 b (بالإنجليزية: HD 109749 b)‏ الذي يرمز له بالرمز HD 109749b، هو كوكب خارج المجموعة الشمسية، يقع على بعد 59.03 فرسخ فلكي من الأرض، في كوكبة قنطورس، يتبع HD 109749 ‏، تبلغ فترته المدارية 5.24 يوم.

## الاكتشاف
اكتشف في 22 أغسطس 2005، وكانت طريقة الاكتشاف سرعة شعاعية.